# Puente Nuevo (Jaén)

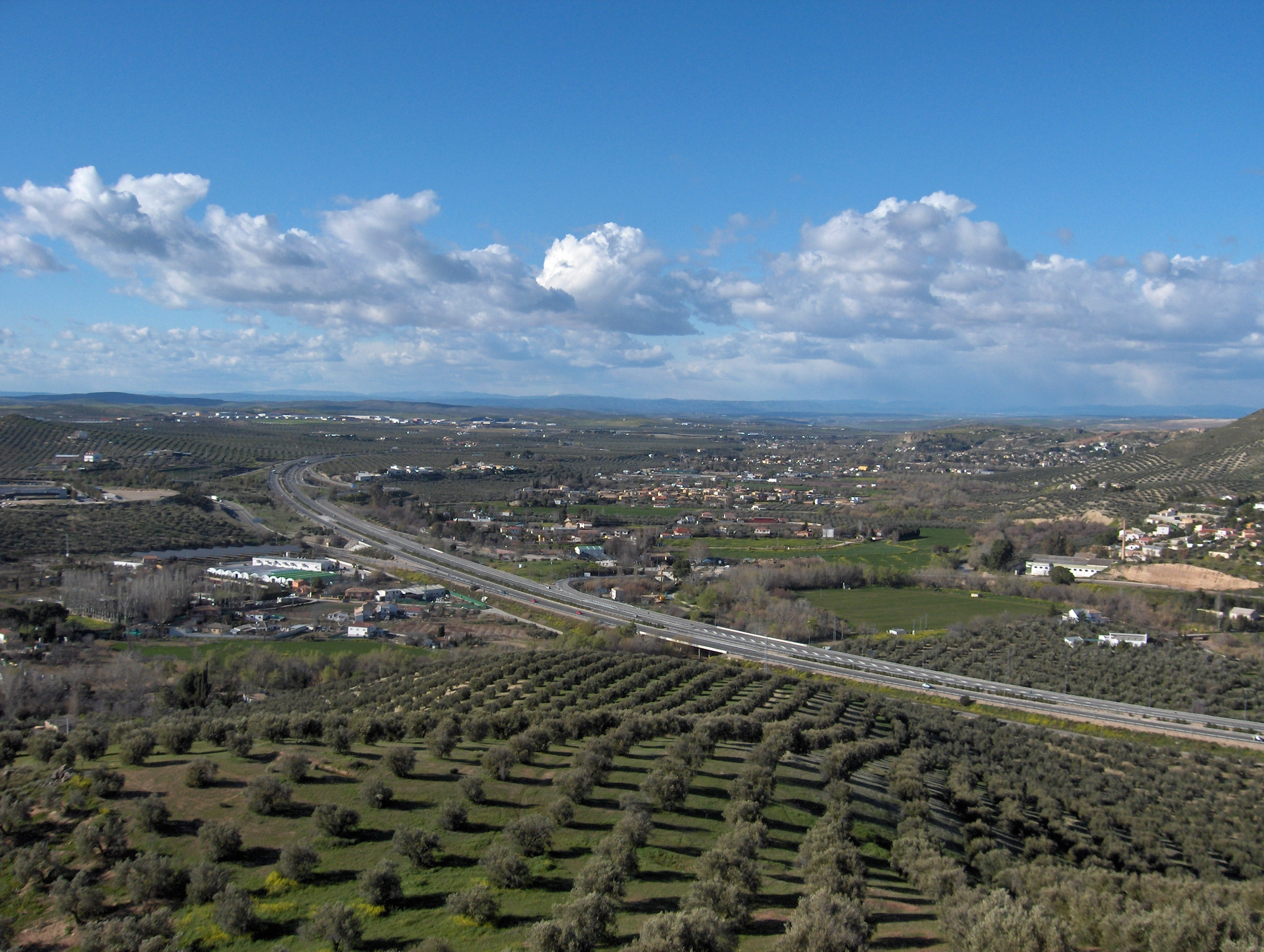
Vista general del barrio del Puente Nuevo.

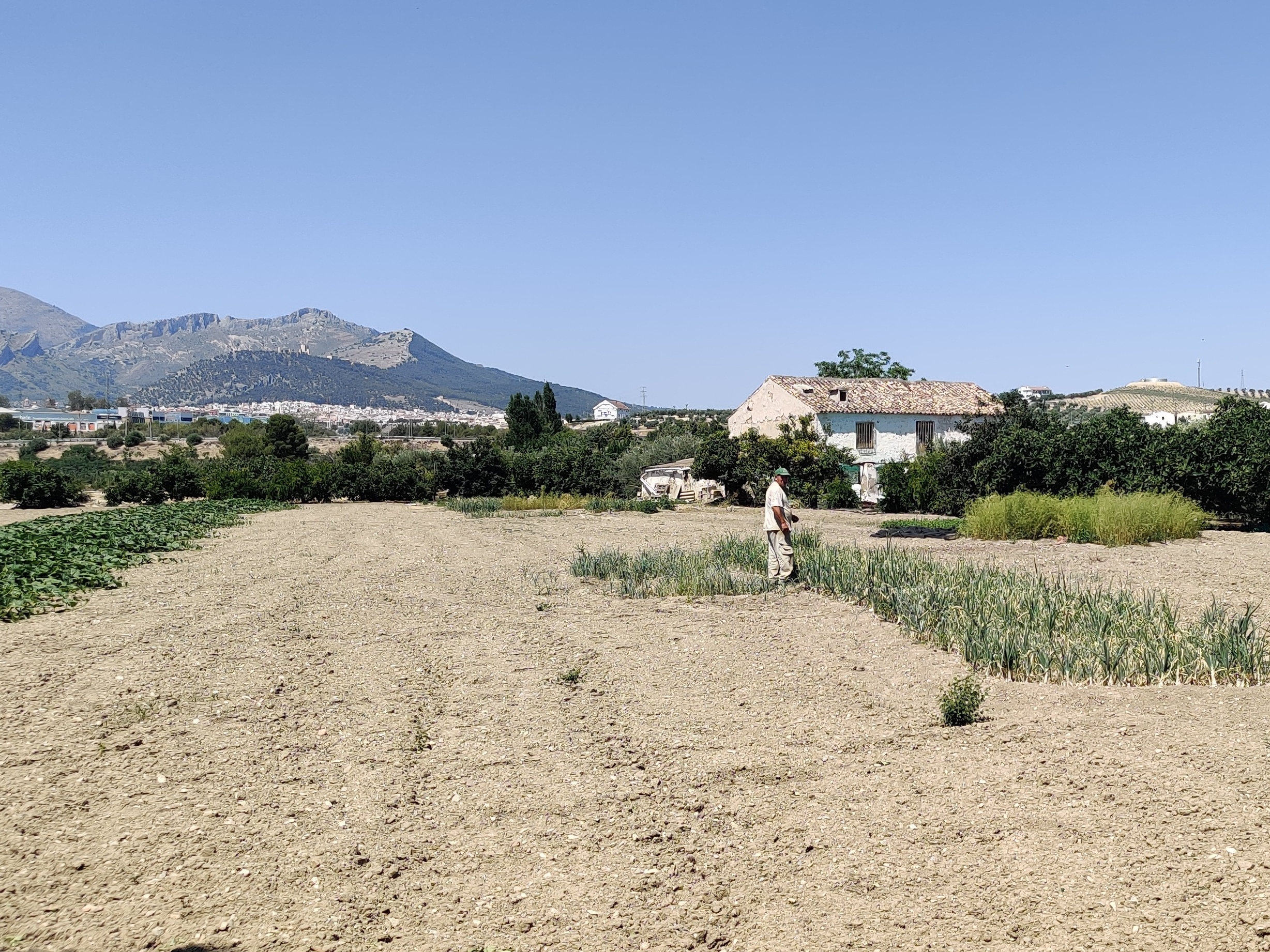
Hortelano en las huertas del Puente Nuevo.

El Puente Nuevo es un barrio residencial de Jaén, situado a unos 4 km de la ciudad. Se extiende por la vega del río Guadalbullón.

## Historia del puente
El nombre del barrio procede del puente monumental que permite cruzar el río. Bajo él se une el río Guadalbullón con el Jaén. Se halla en el km 339 de la carretera N-322.
Empezó a construirse en 1739, extrayéndose la piedra de la cantera de Herrera, en el cerro Moroche, cerca del cortijo Herrera, próxima a La Cerradura, y la cantera de Capuchinos.
Madoz ya lo describía como un puente de piedra de tres ojos, sin llegar a darle ningún nombre.
En diciembre de 1858 se hundió y hubo que reconstruirlo. Desde entonces se le conoce como Puente Nuevo.
En el siglo XIX para poder pasarlo había que pagar por los derechos de pontazgo.

## Descripción del puente
Su calzada es rasa. Tiene tres ojos.
Se conforma por tres bóvedas escarzanas de sillería con boquilla de dovelas acodadas, pilas de sillería con tajamares semicilíndricos y sombrerete cónico; tímpano y estribo con aletas en vuelta de sillería. Pontón de desagüe de medio punto de ladrillo con boquilla de sillería.
Posee una longitud de 43 m; una anchura de 8,5 m; y una altura máxima de 8,5 m.
Sólo le queda un pináculo decorativo en forma de piña, de los cuatro que tenía.
Mantiene sus parapetos originales de piedra, excepto en un tramo pésimamente reconstruido con petacas de obra actuales.

## El barrio
Al igual que sucedió con el Puente Jontoya, por los años setenta, los hortelanos que trabajaban esta zona comenzaron a vender los terrenos en que desarrollaban su labor. De esta manera, muchos jienenses comenzaron a adquirirlos y a poblar la zona con fines vacacionales, con casas de verano, para disfrutar de tranquilidad, temperaturas más suaves, piscinas, etc. El número de casas y de habitantes ha ido creciendo, la mayoría de ellas al margen de la legalidad, construidas en suelo no urbanizable.
En el barrio existen restaurantes (El alambique), una vaquería dedicada a la producción de leches y quesos (La Pastora), pequeños talleres de forja artesanal, las instalaciones abandonadas de una industria papelera, y una residencia de ancianos de reciente construcción (Altos del Puente Nuevo).